# MG Motor India
MG Motor India Private Limited є виробником автомобілів в Індії, дочірньою компанією шанхайського китайського виробника автомобілів SAIC Motor, який продає транспортні засоби під британським брендом MG. Дочірнє підприємство було створено у 2017 році та розпочало свою діяльність з продажу та виробництва у 2019 році на заводі в місті Халол, штат Гуджарат. У січні 2023 року MG Motor India, намагаючись підтримати локалізацію, вирішила залучити капітал для фінансування своєї експансії в країні, вийшовши на індійські ринки капіталу та зменшивши частку акцій материнської організації SAIC.

## Історія
Вся дочірня компанія була заснована в 2017 році SAIC Motor і розпочала свою діяльність з продажу та виробництва в 2019 році на базі старого заводу General Motors в Халолі, штат Гуджарат. Компанія мала намір виділити 650 млн. доларів на інвестиції, проте уряд Індії прагнув обмежити фінансування з Пекіна після конфлікту в 2020 році між військами обох країн уздовж спірного кордону в Гімалаях. 
У травні 2023 року через інтервенційну ринкову політику уряду Індії SAIC була змушена зменшити свою частку в підприємстві. До листопада 2023 року компанія уклала стратегічне спільне підприємство з JSW Group, що дозволило останній придбати 35% акцій компанії. Крім того, IndoEdge India Fund придбала 8% акцій, а дилерський траст і план акціонерної власності співробітників придбали відповідно 3% і 5% акцій, залишивши SAIC лише 49% акцій.

## Виробничі потужності
MG Motor India має один завод у країні, розташований у місті Халол, штат Гуджарат. Завод має потужність 80 000 одиниць на рік і раніше належав General Motors India, яка припинила свої продажі в Індії наприкінці 2017 року. MG Motor India інвестувала понад 2 000 крор у реконструкцію заводу площею 178 акрів після його поглинання General Motors.
Як і в інших регіонах світу, автомобілі MG, що виробляються та продаються в Індії, розробляються студіями передового дизайну SAIC, розташованими в Лондоні та Шанхаї (див. SAIC SMTC та SAIC-GM-Wuling).

## Моделі

### ДВС авто
| Модель       | Модель      | Індійське представлення | Поточна модель | Поточна модель | Примітки                                          |
| Модель       | Модель      | Індійське представлення | Введення       | Рестайлінг     | Примітки                                          |
| ------------ | ----------- | ----------------------- | -------------- | -------------- | ------------------------------------------------- |
| SUV/Кросовер |             |                         |                |                |                                                   |
|              | Astor       | 2021                    | 2021           | —              |                                                   |
|              | Hector      | 2019                    | 2019           | 2023           | Перейменовано з Baojun 530                        |
|              | Hector Plus | 2020                    | 2020           | 2023           | 7-місний варіант перейменованої моделі Baojun 530 |
|              | Gloster     | 2020                    | 2020           | 2025           | Перейменовано з Maxus D90                         |
|              | Majestor    |                         |                |                | Перейменовано з Maxus Territory                   |

### Електромобілі
| Модель       | Модель     | Індійське представлення | Поточна модель | Поточна модель | Примітки                      |
| Модель       | Модель     | Індійське представлення | Введення       | Рестайлінг     | Примітки                      |
| ------------ | ---------- | ----------------------- | -------------- | -------------- | ----------------------------- |
| Хетчбек      |            |                         |                |                |                               |
|              | Comet EV   | 2023                    | 2023           | —              | Перейменовано з Wuling Air EV |
|              | Windsor EV | 2024                    | 2024           | —              | Перейменовано з Baojun Yunduo |
| SUV/Кросовер |            |                         |                |                |                               |
|              | ZS EV      | 2020                    | 2020           | 2022           |                               |